# Bansar
Bansar (nep. बन्सार) – gaun wikas samiti w zachodniej części Nepalu w strefie Gandaki w dystrykcie Lamjung. Według nepalskiego spisu powszechnego z 2001 roku liczył on 511 gospodarstw domowych i 2556 mieszkańców (1328 kobiet i 1228 mężczyzn).